# Kristina Hryszutina
Kristina Mykołajiwna Hryszutina (ukr. Крісті́на Микола́ївна Гришу́тіна; ur. 21 marca 1992) – ukraińska lekkoatletka specjalizująca się w skoku w dal.
W 2009 zajęła 7. miejsce na mistrzostwach świata juniorów młodszych w Bressanone. Czwarta zawodniczka juniorskich mistrzostw Europy (2011). W 2013 została młodzieżową wicemistrzynią Starego Kontynentu.
Rekordy życiowe: stadion – 6,81 (8 czerwca 2015, Kirowohrad); hala – 6,64 (10 lutego 2018, Sumy).

## Osiągnięcia
| Rok  | Impreza                                 | Miejsce    | Lokata            | Wynik |
| ---- | --------------------------------------- | ---------- | ----------------- | ----- |
| 2009 | Mistrzostwa świata juniorów młodszych   | Bressanone | 7. miejsce        | 5,99  |
| 2009 | Olimpijski festiwal młodzieży Europy    | Tampere    | el. – 13. miejsce | 5,67  |
| 2011 | Mistrzostwa Europy juniorów             | Tallinn    | 4. miejsce        | 6,10  |
| 2012 | Mistrzostwa Europy                      | Helsinki   | el. – 25. miejsce | 6,08  |
| 2013 | Młodzieżowe mistrzostwa Europy          | Tampere    | 2. miejsce        | 6,61  |
| 2015 | Superliga drużynowych mistrzostw Europy | Czeboksary | 7. miejsce        | 6,33  |
| 2015 | Mistrzostwa świata                      | Pekin      | el. – 18. miejsce | 6,53  |
| 2018 | Mistrzostwa Europy                      | Berlin     | el. – 19. miejsce | 6,31  |